# لکسوس ال‌بی‌ایکس
لکسوس ال‌بی‌ایکس (انگلیسی : Rekusasu LBX ، レクサス・LBX) یک کراس‌اوور لوکس کامپکت کوچک (سگمنت بی) است که توسط لکسوس، زیرمجموعه لوکس تویوتا به بازار عرضه شده‌است. این خودرو که در اصل برای اروپا و ژاپن توسعه یافته‌است، در ژوئن ۲۰۲۳ در میلان ایتالیا به عنوان کوچک‌ترین مدل کراس‌اوور در خط تولید لکسوس معرفی شد که پایین‌تر از یوایکس سگمنت سی قرار دارد. ال‌بی‌ایکس همچنین این اولین مدل لکسوس بر اساس پلت‌فرم جی‌ای-بی است که با تویوتا یاریس کراس سری ایکس‌پی۲۱۰ و تویوتا یاریس سری ایکس‌پی۲۱۰ مشترک است. این خودرو قرار است که تا پایان سال ۲۰۲۳ وارد خط تولید شده و در اوایل سال ۲۰۲۴ همراه با بازارهای دیگر در بازار اروپا به فروش برسد.
به گفته لکسوس، نام "ال‌بی‌ایکس" مخفف "Lexus Breakthrough X(cross)-over" است. این خودرو پس از مدل ال‌اف‌ای که در سال ۲۰۱۱ عرضه شد دومین خودروی لکسوس با نام ۳ حرفی است و در واقع برای جلوگیری از درگیری علامت تجاری با سیتروئن که مدل بی‌ایکس را در دهه ۱۹۸۰ در اروپا تولید می‌کرد، به جای بی‌ایکس، ال‌بی‌ایکس نام‌گذاری شده‌است.

## بررسی
توسعه ال‌بی‌ایکس توسط مهندس ارشد Kunihiko Endo رهبری شد. به گفته اندو، دستیابی به سطح مطلوبی از اصلاح در ال‌بی‌ایکس برای همگام شدن با استانداردهای لکسوس چالش‌برانگیز بود، زیرا آنها مجبور بودند رویکرد متفاوتی را برای استفاده سنتی از مواد عایق صدا اتخاذ کنند.
ال‌بی‌ایکس از یک باتری دو قطبی نیکل - هیدرید فلز استفاده می‌کند که به گفته اندو چگالی توان و توان بالقوه بسیار بیشتری نسبت به باتری‌های یون‌لیتیم سنتی ارائه می‌دهد. در مقایسه با یک باتری معمولی NiMH، این باتری سبک‌تر و فشرده‌تر است و در عین حال امکان شارژ و دشارژ شدن را نیز فراهم می‌کند. در نتیجه، خروجی باتری را می‌توان به حداکثر رساند تا از موتور الکتریکی بزرگتری نسبت به یاریس کراس استفاده کرد.
در جلو، ال‌بی‌ایکس به سیستم تعلیق مک فرسون مجهز شده‌است، در حالی که سیستم تعلیق عقب آن از نوع میله پیچشی برای مدل‌های محور جلو و از نوع دوجناقی برای انواع چهار چرخ متحرک است. برای افزایش کنترل بدنه و پایداری، لکسوس از سیستم کنترل وضعیت ترمز خودرو استفاده کرده‌است، سیستمی که از ترمز خودکار برای به حداقل رساندن حرکات شیب‌دار استفاده می‌کند.